# 巨無霸指數

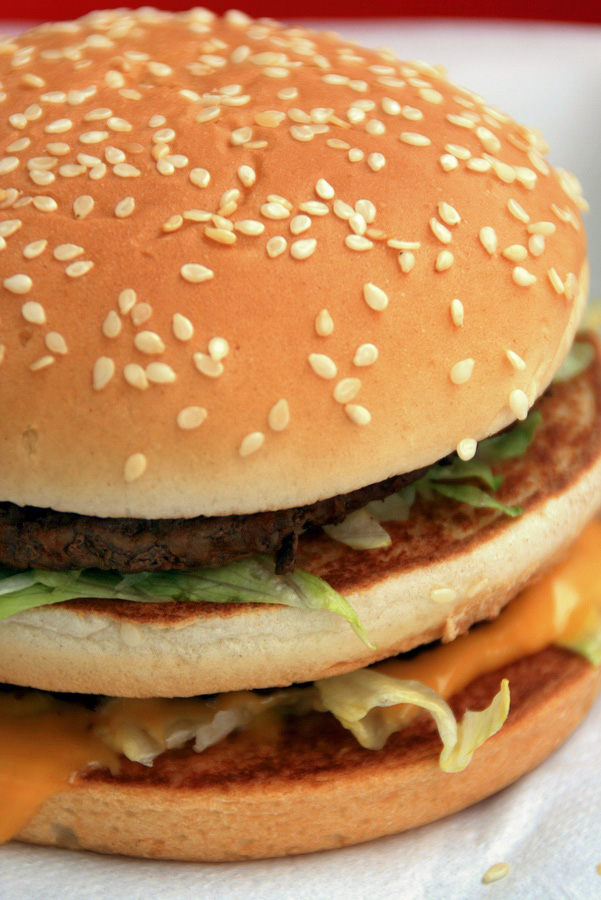
大麥克

大麥克指數（英語：Big Mac index）是一個非正式的經濟指數，在假定購買力平價理論成立的前提下，用以測量兩種貨幣的匯率理論上是否合理。這種測量方法，以各國麥當勞餐廳的大麥克漢堡價格，相對於該國貨幣匯率，作為比較的基準。這個指數在1986年由《經濟學人》雜誌推出，每年出版一次，該指數在英語國家裡衍生了漢堡經濟（Burgernomics）一詞。

## 概要
此指數是由《經濟學人》之編輯Pam Woodall（畢業於曼徹斯特大學及倫敦政經學院，主修經濟）於1986年9月推出，此後該報每年出版一次新的指數。
購買力平價的大前提為兩種貨幣的匯率會自然調整至一水平，使一籃子貨物在該兩種貨幣的售價相同（一价定律）。在巨無霸指數，該一「籃子」貨品就是一個在麥當勞連鎖快餐店裡售賣的巨無霸。選擇巨無霸的原因是，該產品在多個國家均有供應，而它在各地的製作規格也大致相同，由當地麥當勞的經銷商負責為材料議價。這些在地因素使該指數能有意義地比較各國貨幣，其他全球化的產品，例如手機、汽車等因為各地價錢大致統一就沒辦法如此。
麦当劳已成为全球化标记，也被指是社会“麦当劳化”。一個國家麥當勞價位反映著這個國家經濟與消費能力。英国《经济学人》杂志更用“巨无霸指数”──一个巨无霸在不同地方货币价格比较──来非正式评估这些货币购买力平价。因为麦当劳几乎等于美国文化和生活方式，其国际商业扩张已被称为美国化部份和美国文化帝国主义。因此麦当劳是世界各地反全球化人士抗议目标。
汤马斯·佛里曼提出有麦当劳餐厅的国家都没有与其他麦当劳国家的战争。但其“理論”已被反驳，因为第一美国曾在1989年侵略巴拿马（巴拿马于1970年代初已经有麦当劳餐厅），还有其后1999年科索沃战争（前南斯拉夫于1988年設有麦当劳餐厅）。
部分观察家建议麦当劳应该给予信用来增加进入该市场的服务标准。一群人类学家研究名为“金拱向东”观察麦当劳对东亚，尤其香港的冲击。当麦当劳于1975年在香港开业，麦当劳是香港首间同时提供清洁厕所餐厅，这令顾客开始对其他同类餐厅和团体有要求同样设施。
1990年1月31日，麦当劳進入共產國家，在苏联莫斯科普希金廣場的第一家餐厅盛大开业，巨無霸指數可以評價社會主義國家了。由於麦当劳食品能在全球分店維持相若標準，可為不適應外地飲食的遊客提供「最後選擇」。除了对商业影响外，麦当劳也有助改变地方风俗。它使快餐意念更加普遍，Watson研究指，麦当劳带领缓解和除去不同戒律，例如日本走路时食东西。2014年2月麥當勞首次進入越南，開設分店，迎頭趕上在越南已有29家分店的漢堡王。
虽然麦当劳是世界最强餐厅，但有不同国家因不同关系（如战争，地方问题和經濟問題等）而倒闭。例如中东地区伊朗，南美洲玻利维亚和中美洲牙买加等。2009年10月28日，原於冰島三家分店，因金融海嘯沖擊而於月底結束，成為歐洲地區第一個國家有麥當勞分店倒閉，冰島三家分店將改名成Metro速食店（Metro）重新開幕。而冰島破產前2007年冰島曾是巨無霸指數最高的國家。2022年5月16日，麥當勞宣佈結束其俄羅斯32年的經營，當地經營者宣布將店名更改為「只有美味」（俄語：Вкусно и точка），這也意味著麥當勞品牌在俄羅斯市場的正式終結。

## 計算方法
兩國的巨無霸的購買力平價匯率的計算方法，是以一個國家的巨無霸以當地貨幣的價格，除以另一個國家的巨無霸以當地貨幣的價格。該商數用來跟實際的匯率比較；要是商數比匯率為低，就表示第一國貨幣的匯價被低估了（根據購買力平價理論）；相反，要是商數比匯率為高，則第一國貨幣的匯價被高估了。
舉例而言，假設一個巨無霸在美國的售價為$2.50，在英國的售價為£2.00；購買力平價匯率就是2.50÷2.00=1.25$/£。要是$1能買入£0.55（或£1=$1.82），則表示购买力平价汇率< 名义汇率，英国的物价水平比美国高，美元相对英镑被低估，而英镑兑美元则被高估了，以两国巨无霸的售价而言，英鎊兑美元的汇率被高估了31.31%（(1.25/1.82)-1 或 (2.5/(2×1.82))-1）。
另一個例子，在2015年1月，在丹麥的大麥克漢堡售價，換算為美元後，為5.38美元，而在美國是4.79美元，根據大麥克指數，可以推測，與美元相較，丹麥克朗被高估了約12%（(5.38-4.79)÷4.79×100%）。

## 情況與限制
漢堡測量購買力平價存局限，或許無法全面反映國家整體經濟狀況。比方說，當地稅收、商業競爭力及汉堡包材料的進口稅等。很多国家，像在麦当劳这样的国际快餐店进餐要比在当地餐馆贵，而且不同国家对巨无霸的需求不一。
儘管如此，巨無霸指數廣為經濟學家引述，並有一定情況和相對客觀的經濟參考價值。

### 勞工成本
國際價格比較是充滿困難的，有些學者認為勞動成本往往主導大麥克產品的成本結構，因此低工資國家的大麥克價格通常較低。勞動成本較低的國家不僅會降低大麥克的生產成本，還會降低大麥克的購買力平價。

## 類似指數
在2004年1月，《經濟學人》推出了「中杯拿铁咖啡指數」（Tall Latte index）。計算原理一樣，但巨無霸被一杯星巴克（Starbucks）咖啡取代，標誌著該連鎖店的全球擴展，不過因為咖啡豆貿易的全球化程度較高，因此該數據的準確度比起大麥克是相形見絀。在1997年，該報也出版了一份「可口可樂地圖」，显示每個國家的人均可樂飲用量愈高，平均健康程度愈低。

## 相關數據
6个最贵的地区（2017年1月12日，不考虑消费者相对购买力不同）
1. 瑞士 - $6.35（6.50 CHF）
2. 挪威 - $5.67（49 NOK）
3. 瑞典 - $5.26（48 SEK）
4. 委內瑞拉 - $5.25（3,550 VEF）
5. 巴西 - $5.12（16.5 BRL）
6. 美国 - $5.06（5.06 USD）

6个最实惠的地区（2017年1月12日，不考虑消费者相对购买力不同也不考虑印度的巨无霸以鸡肉代替牛肉）
1. 埃及 - $1.46（27.49 EGP）
2. 乌克兰 - $1.54（42 UAH）
3. 马来西亚 - $1.79（8.00 MYR）
4. 南非 - $1.89（26.32 ZAR）
5. 俄羅斯 - $2.15（130 RUB）
6. 中華民國 - $2.69（75 TWD）

十个勞動時間最短的地区（2009年7月）这项统计显示在选定的地区内购买一个巨无霸所需要的劳动时间。
1. 东京 - 10分钟
2. 洛杉矶 - 11分钟
3. 芝加哥 - 12分钟
4. 迈阿密 - 12分钟
5. 纽约 - 13分钟
6. 奥克兰 - 14分钟
7. 悉尼 - 14分钟
8. 多伦多 - 14分钟
9. 苏黎世 - 15分钟
10. 都柏林 - 15分钟

十个勞動時間最長的地区（2009年7月）这项统计显示在选定的地区内购买一个巨无霸所需要的劳动时间。
1. 内罗毕 - 158分钟
2. 雅加达 - 136分钟
3. 墨西哥城 - 129分钟
4. 加拉加斯 - 126分钟
5. 马尼拉 - 88分钟
6. 开罗 - 82分钟
7. 圣地亚哥 - 69分钟
8. 布拉迪斯拉发 - 62分钟
9. 孟买 - 61分钟
10. 布达佩斯 - 59分钟

## 外部連結
- 巨無霸指數 （页面存档备份，存于）包含1997年起的巨無霸指數（部分内容限Economist.com （页面存档备份，存于）訂戶登入）